# Квашнин, Константин Сергеевич
Константин Сергеевич Квашнин (1914—1966) — токарь завода № 19 Пермского совета народного хозяйства, Герой Социалистического Труда.

## Биография
Родился 1 января 1914 года в деревне Новокурманкеево, ранее существовавшей на территории современного Давлекановского района Республики Башкортостана, в крестьянской семье. Окончил 7 классов сельской школы. Трудовой путь начал  учеником рассевальщика на мельнице. Затем работал помощником машиниста, токарем в машинно-тракторных мастерских.
С 1936 года проходил воинскую службу на Дальнем Востоке. После демобилизации в 1938 году приехал в город Пермь. Поступил работать на моторостроительный завод № 19. Работал токарем, наладчиком. В годы Великой Отечественной войны работал по 18-20 часов в сутки, сдавая для фронта безупречно сделанные детали. В дальнейшем работал бригадиром, сменным мастером, диспетчером. Проявил себя рационализатором, умел оптимально организовать рабочее место. После образования на заводе ракетного производства выполнял одну из сложнейших операций — окончательную обработку ротора турбины ракетного двигателя РД-214 Архивная копия от 19 июня 2017 на Wayback Machine, строго выдерживал все технологические требования.
Указом Президиума Верховного Совета СССР от 17 июня 1961 года за выдающиеся заслуги в создании образцов ракетной техники и обеспечении успешного полёта человека в космическое пространство Квашнину Константину Сергеевичу было присвоено звание Героя Социалистического Труда с вручением ордена Ленина и золотой медали «Серп и Молот». Жил в городе Пермь. Умер в 1966 году.
Награждён орденом Ленина, медалями.